# Raniuszki
Raniuszki (Aegithalidae) – rodzina ptaków z rzędu wróblowych (Passeriformes). W zależności od ujęcia systematycznego obejmuje 10–13 gatunków. Zasiedlają wyłącznie półkulę północną – jeden gatunek (raniuszek amerykański) zamieszkuje Amerykę Północną, a pozostałe Eurazję. W Polsce występuje jeden gatunek – raniuszek zwyczajny.

## Charakterystyka
Są to małe ptaki, wyglądem przypominające sikory, łacińska nazwa rodzaju Aegithalos wywodzi się z greki i oznacza właśnie sikorę. Podobnie jak sikory, raniuszki są owadożerne.
Raniuszki słyną z budowy bardzo specyficznych gniazd. Są to owalne konstrukcje z otworem wlotowym z boku, wykonane niemal w całości z mchu. Maskowane są dodatkami z porostów, kory i pajęczyn.

## Systematyka
Najbliżej spokrewnioną z raniuszkami rodziną są wierzbówkowate (Cettiidae).
Do rodziny raniuszków zaliczane są następujące rodzaje:
- Leptopoecile Severtsov, 1873
- Psaltriparus Bonaparte, 1850 – jedynym przedstawicielem jest Psaltriparus minimus (J.K. Townsend, 1837) – raniuszek amerykański
- Aegithalos Hermann, 1804